# USS John Warner (SSN-785)
O USS John Warner é um submarino nuclear de ataque operado pela Marinha dos Estados Unidos e a décima segunda embarcação da Classe Virginia. Sua construção começou em março de 2013 nos estaleiros da Newport News Shipbuilding na Virgínia e foi lançado ao mar em setembro de 2014, sendo comissionado na frota norte-americana em agosto do ano seguinte. É armado com doze lançadores verticais de mísseis e quatro tubos de torpedo de 533 milímetros, tem um deslocamento de quase oito mil toneladas e alcança uma velocidade máxima de 32 nós submerso.